# 第21军 (德国国防军)
第21军（XXI. Armeekorps），有時也被稱為法尔肯霍斯特集團（Group Falkenhorst），是二戰期間德國陸軍的一個軍。於1939年8月10日首次部署在第1軍區（東普魯士）。1939年參與了波蘭戰役，並在1940年初參加了威悉演習行動。同年改組為第21軍團（Armeegruppe XXI）。1941年第21军改組為軍團級部隊，即挪威軍團。
1943年另一個同名軍級單位成立，編號為21，是為第21山地軍。